# ميري ميدر
راشيل ميري أبجون لايت ميدر (بالإنجليزية: Rachael Mary Upjohn Light Meader)‏ - (15 أبريل 1916 - 16 مارس 2008) هي مصورة جوية ومستكشفة أمريكية. وريثة ثروة شركة أبجون، واشتهرت في الدوائر الجوية برحلتها التي بلغت 35,000 ميل (56,000 كم) في عامي 1937-1938، والتي صورت خلالها صورًا غير مسبوقة لأمريكا الجنوبية وأفريقيا. ظهرت صورها الأفريقية لاحقا في كتاب «التركيز على أفريقيا». في سنواتها الأخيرة، أصبحت معروفة أيضًا في مسقط رأسها كالامازو، في ميشيغان؛ لأعمالها الخيرية لجامعة ويسترن ميشيغان، وجامعة ميشيغان، والعديد من الجمعيات الخيرية في كالامازو.

## الحياة المُبكرة
ولدت ميري ميدر لوليام هارولد أبجون وغريس جينيفيف براي أبجون في كالامازو، ميشيغان في 15 أبريل 1916، وهو حفيد الدكتور دبليو إي أبجون، مؤسس شركة أبجون الصيدلانية. تخصصت ميدر في اللغتين الفرنسية والإسبانية في كلية سميث. غادرت الكلية استعدادا للزواج من جراح الأعصاب ريتشارد أبجون لايت، وهو ابن عمها الأول. وبما أنَّ الاثنين لم يستطيعا الزواج من بعضهما البعض بشكل قانوني في ميشيغان، فقد انتقلا إلى ماريلاند، حيث تزوجا في عام 1935.

## التحليق
أصبح الدكتور لايت مشهورًا بين عشاق الطيران بسبب رحلته حول العالم عام 1934. وللاحتفال بزواجه من ميري ميدر، كان يرغب في أن تكون زوجته شغوفة بما هو يحبه، وبالفعل، فقد كانت ميدر سعيدة بذلك ووافقته عليه. وأثناء التخطيط للرحلة، لم يتم التقاط العديد من المناطق على الأرض في فيلم من الجو، وروجت الجمعية الجغرافية الأمريكية لهذه الرحلات الفوتوغرافية؛ لأنها كانت تحاول بناء مجموعة جوية. كانت فكرة لايت هي السفر عبر مناطق أمريكا الجنوبية وأفريقيا التي لم يتم تصويرها جوا.

تلقت ميدر دروسا في الطيران وتعلمت شفرة مورس حتى تتمكن من أن تصبح مساعد طيار وملاحه ومشغل الراديو لتعين زوجها أثناء الرحلة. وخلال هذا التدريب، ولد ابنها الأول، كريستوفر. في مقابلة مع مجلة إنكور في عام 2006، عندما سئلت عن سبب قرارها القيام بالرحلة، أجابت:
بدا الأمر وكأنه مغامرة رائعة - شيء أردت القيام به. ولكن لماذا؟ لست متأكدة. غير أننا كنا نعرف أننا سنفعل شيئا لم يقم به أحد قبلنا.
أقلع الزوجان من كالامازو في سبتمبر 1937 في طائرة بيلانكا أحادية السطح. كانت مقصورتها تفتقر إلى الحرارة أو الضغط. ومن أجل البقاء على قيد الحياة، اضطرا إلى استنشاق الأكسجين الصناعي. كانت ميدر ترتدي معطفا من الفرو وجزمة، والتقطت صورًا من إطار نافذة الطائرة.

## الحياة اللاحقة والعمل الخيري
تم تضمين ثلاثمائة وثلاثة وعشرين من صور ميدر الأفريقية في كتاب التركيز على أفريقيا، وهو كتاب كتبه زوجها عام 1941 ونشرته الجمعية الجغرافية الأمريكية. كان الكتاب الثاني فقط الذي تضمن صورا جوية. الأول كان «بيرو من الجو» لجورج ر. جونسون نشر في عام 1930. وصفت الصحفية جوبي أكيلي من صحيفة نيويورك تايمز صور كتاب ميري بأنها «بديعة!». بالإضافة إلى ذلك، تم عرض الصور في العديد من المعارض على مر السنين.
كانت ميدر عضوا في جمعية الجغرافيات منذ عام 1942، والتي منحتها جائزة الإنجاز المتميز لقيادتها في التصوير الجوي في عام 2005. انفصل لايت وميدر في أوائل 1960s. وفي عام 1965، تزوجت ميدر من إدوين ميدر، أستاذ الجغرافيا. استقر الزوجان الجديدان في مزرعة خارج كالامازو. وتبرعا بملايين الدولارات لجامعة ويسترن ميشيغان وجامعة ميشيغان والعديد من الجمعيات الخيرية في كالامازو. سافرت السيدة ميدر إلى مدرسة ابتدائية لتعليم الأطفال كيفية القراءة في السبعينيات من عمرها.

## الوفاة
توفيت ميري ميدر في 16 مارس 2008 في كالامازو عن عمر يناهز 91 عاما. وتوفي زوجها قبل عام واحد. ومن بين الباقين من ذريتها الأبناء كريستوفر وتيموثي وجون من كالامازو، ورودولف من أوكيا بولاية كاليفورنيا، سبعة أحفاد، وخمسة أحفاد أحفاد.

## وصلات خارجية
- 1937 Mary (Light) Meader and Dr. Richard Light Photographs of Central and South America and Africa - University of Wisconsin-Milwaukee Libraries Digital Collections